# Belbeuf
Belbeuf – miejscowość i gmina we Francji, w regionie Normandia, w departamencie Sekwana Nadmorska. Przez miejscowość przepływa Sekwana. 
Według danych na rok 1990 gminę zamieszkiwało 1696 osób, a gęstość zaludnienia wynosiła 259 osób/km² (wśród 1421 gmin Górnej Normandii Belbeuf plasuje się na 131. miejscu pod względem liczby ludności, natomiast pod względem powierzchni na miejscu 569.).